# Sécession libre
La Sécession libre est un groupe d'artistes allemands. Elle s'est séparée de la Sécession de Berlin en 1914 et existe jusqu'en 1924. Les membres sont 50 artistes dirigés par Max Liebermann. La séparation est la raison des "processus de sécession" légaux, dans lesquels les anciens membres se sont accusés d'insultes.

## Composition
Parmi les membres, on peut citer Ernst Barlach, Max Beckmann, Benno Berneis (de), Otto Beyer (de), Theo von Brockhusen, Charles Crodel, Reinhold Ewald (de), Oswald Galle (de), Hermann Huber (de), Fritz Klimsch, Georg Kolbe, August Kraus, Wilhelm Lehmbruck, Rudolf Levy, Willi Maillard (de), Otto Müller (de), Hans Purrmann, Franz Radziwill, Waldemar Rösler (de), Richard Scheibe (de), Karl Schmidt-Rottluff, Alfred Sohn-Rethel, Karli Sohn-Rethel, Götz von Seckendorff (de), Max Slevogt, Wilhelm Trübner, Henry van de Velde, Otto von Wätjen, Hedwig Weiß (de) et Heinrich Zille.
La direction est d'abord assurée par Erich Schall, puis par Ferdinand Möller (de).

## Expositions
La première exposition de cette association a lieu en 1914, la dernière à la galerie berlinoise Lutz en 1923. Des expositions ont également lieu en l'honneur d'artistes décédés, comme l' exposition commémorative de 1918 pour Wilhelm Trübner et Götz von Seckendorff .
- 1914, mai-juin : Première exposition d'art contemporain en noir et blanc, 19. Exposition collective New Art, Hans Goltz, Munich, Odeonplatz 1,
- 1916 : exposition noir et blanc de la Sécession libre Berlin
- 1918, mai-juillet : Sécession libre Berlin 1918, Kurfürstendamm 208-209, Berlin